# Жамнов, Алексей Юрьевич
Алексе́й Ю́рьевич Жамно́в (род. 1 октября 1970, Москва) — советский и российский хоккеист, центральный нападающий. Олимпийский чемпион 1992 года, заслуженный мастер спорта (1992).
С 14 марта 2023 года возглавляет московский «Спартак».

## Биография
Начал хоккейную карьеру в московском «Динамо» в 18 лет в 1988 году.
В 1992 году стал олимпийским чемпионом в составе Сборной СНГ.
Был выбран на драфте 1990 года клубом «Виннипег Джетс» под общим 77-м номером.
Играл в «Виннипеге» с 1992 по 1996 год, в каждом из четырёх сезонов набирал больше очка в среднем за матч. В большинстве матчей первых двух сезонов выходил на лёд в одной тройке с Теему Селянне и Китом Ткачуком.
Стал первым из двух российских хоккеистов в истории НХЛ (наряду с Сергеем Фёдоровым), кому удалось забросить пять шайб в одном матче. 1 апреля 1995 года, играя за «Виннипег Джетс», Алексей пять раз поразил ворота «Лос-Анджелес Кингз» (матч закончился вничью 7:7). Это особенно примечательно с учётом того, что Жамнов за всю карьеру в НХЛ ни разу не забрасывал более 30 шайб за сезон.
Перед сезоном 1996/97 был обменян в «Чикаго Блэкхокс» на Джереми Рёника. В 2002 году стал первым капитаном из Европы в истории «Чикаго».
В феврале 2004 был обменян в «Филадельфию», перед сезоном 2005/06 подписал контракт с «Бостоном» на 3 года.
Закончил карьеру игрока в 35 лет после двойного перелома лодыжки, полученного 7 января 2006 года в матче между «Бостоном» и «Тампой».
С конца сентября 2006 года до 30 ноября 2012 года работал генеральным менеджером клуба «Витязь» (Чехов), затем с 1 декабря 2012 года до конца весны 2015 года — на аналогичной позиции в мытищинском «Атланте». По завершении сезона 2014/2015 «Атлант» был расформирован по финансовым причинам, а Жамнов стал первым вице-президентом и генеральным менеджером возрождённого московского «Спартака». Был членом Правления и куратором конференции «Центр» Ночной хоккейной лиги, ведя деятельность по развитию любительского хоккея.
28 сентября 2021 года назначен главным тренером сборной России по хоккею с шайбой на зимних Олимпийских играх 2022 года. На Олимпиаде в Пекине российская команда в финале уступила сборной Финляндии. После этого появились разговоры об отставке тренера, но по словам Владислава Третьяка, Жамнов продолжит работу с российской сборной. 30 июня 2023 года покинул пост главного тренера сборной в связи с истечением срока контракта.
14 марта 2023 года был назначен главным тренером в московский «Спартак». В начале «Спартак» забрался на первое место Западной конференции и с отрывом стал лидировать по заброшенным шайбам в КХЛ. Жамнов собрал ударную тройку Голдобин — Морозов — Порядин, некоторое время ведущие форварды красно-белых делили первые места среди бомбардиров лиги. В итоге «Спартак» в сезоне 2023/24 занял 4-е место в Западной конференции, став самой результативной командой регулярного сезона (233 шайбы в 68 матчах), Голдобин стал вторым снайпером сезона с 37 шайбами. В плей-офф «Спартак» обыграл «Северсталь» со счётом 4-1 в серии, но затем уступил будущему обладателю Кубка Гагарина «Металлургу» 2-4 в серии, в трёх матчах не сумев забросить ни шайбы в ворота Ильи Набокова. 4 февраля 2025 года Жамнов стал рекордсменом «Спартака» по количеству побед в качестве главного тренера в Континентальной хоккейной лиге. В сезоне 2024/25 «Спартак» впервые в истории КХЛ стал победителем дивизиона Боброва. 2 июля 2025 года подписал с клубом новый контракт на три года.

## Достижения
- Чемпион СССР/СНГ в составе «Динамо» Москва (3): 1990, 1991, 1992
- Чемпион Европы: 1991
- Бронзовый призёр чемпионата мира: 1991
- Олимпийский чемпион: 1992
- Серебряный призёр Олимпиады: 1998
- Бронзовый призёр Олимпиады: 2002
- Серебряный призёр Олимпийских игр (как тренер): 2022

## Статистика
| Легенда | Легенда                    | Легенда | Легенда                   | Легенда | Легенда    |
| ------- | -------------------------- | ------- | ------------------------- | ------- | ---------- |
| И       | Количество проведённых игр | Штр     | Штрафное время            | +/−     | Плюс-минус |
| Г       | Голы                       | П       | Голевые передачи          | О       | Очки       |
| -       | Статистика неизвестна      | —       | Статистика не учитывалась |         |            |

### Тренерская карьера
| Команда | Турнир-сезон | Регулярный сезон/Групповой этап | Регулярный сезон/Групповой этап | Регулярный сезон/Групповой этап | Регулярный сезон/Групповой этап | Регулярный сезон/Групповой этап | Регулярный сезон/Групповой этап | Регулярный сезон/Групповой этап | Регулярный сезон/Групповой этап | Плей-офф | Плей-офф | Плей-офф  |
| Команда | Турнир-сезон | И                               | В                               | ВО/ВБ                           | Н                               | ПО/ПБ                           | П                               | О                               | Результат                       | В        | П        | Результат |
| ------- | ------------ | ------------------------------- | ------------------------------- | ------------------------------- | ------------------------------- | ------------------------------- | ------------------------------- | ------------------------------- | ------------------------------- | -------- | -------- | --------- |
| ОКР     | ОИ 2022      | 3                               | 2                               | 0                               | -                               | 1                               | 0                               | 7                               | 1-е место в группе              | 2        | 1        | 2-е место |

### Игровые номера
- «Динамо» Москва — 26 (1988—1992)
- «Виннипег Джетс» — 10 (1992—1996)
- «Чикаго Блэкхокс» — 26, 36, 13 (1996—2004)
- «Филадельфия Флайерз» — 23 (2004)
- «Витязь» — 10 (2004—2005)
- «Бостон Брюинз» — 10 (2005—2006)
- Сборная России — 10 (1996), 33 (1998—2000), 13 (2002)

## Личная жизнь
2 июня 1992 женился на Елене, дочери хоккеиста Валерия Васильева, который тренировал Жамнова в «Динамо». В браке родилось две дочери — Алиса (в 2004 году было 8 лет) и Николь (в 2004 году было 6 лет). Старшая дочь осталась в Майами, младшая вернулась в Москву. Елена Жамнова скончалась после развода от тяжёлой болезни.
Вторая жена — Валентина. Дочь Сабина родилась до того, как родители вступили в брак. Окончила медицинское учреждение, в пандемию работала добровольцем в «красной зоне». Сын Алексей (род. 22 марта 2013) — хоккеист в академии «Спартака».

## Награды
- Орден Почёта (26 января 2023) — за обеспечение успешной подготовки спортсменов, добившихся высоких спортивных достижений на XXIV Олимпийских зимних играх 2022 года в городе Пекине (Китайская Народная Республика)[13]
- Орден Дружбы (29 июня 2018) — за успешную подготовку спортсменов, добившихся высоких спортивных достижений на XXIII Олимпийских зимних играх 2018 года в городе Пхенчхане (Республика Корея)[14]
- Заслуженный мастер спорта СССР
- Благодарность Президента Российской Федерации (5 мая 2003) — за успешную подготовку спортсменов и высокие спортивные достижения на Играх XIX Олимпиады в Солт-Лейк-Сити[15]